# Ronald McNair
Ronald Erwin McNair (Lake City, 21 de outubro de 1950 — Cabo Canaveral, 28 de janeiro de 1986) foi  um físico e astronauta estadunidense.
Em 1967 se graduou na Escola Preparatória Carver em Lake City, Carolina do Sul e mais tarde, em 1971 recebeu uma licenciatura em física da North Carolina A&T State University e um doutorado em física do Instituto de Tecnologia de Massachusetts (MIT) em 1976. Depois veio um doutorado honorário de Leyes da North Carolina A&T State University em 1971, um doutorado honorário de ciências de Morris College em 1980 e um doutorado honorário de ciências da Universidade da Carolina do Sul em 1984.
Enquanto trabalhava no MIT, McNair se dedicou no desenvolvimento de lasers de alta pressão. Seus experimentos e análises teóricas sobre a interação de intensas radiações de dióxido de carbono de lasers permitiu novos indícios na compreensão e aplicação para as moléculas poliatômicas altamente excitadas.
Em 1975 estudou física de láser com reconhecidos cientistas deste campo na École d'Été Théorique de Physique, Les Houches, França. McNair publicou vários trabalhos relacionados aos lásers e a espectroscopia molecular através dos quais deu várias apresentações destes temas não só nos Estados Unidos, mas também no exterior.
Logo após se graduar no MIT, McNair ingressou como físico nos Laboratórios de Investigação de Hughes em Malibu, Califórnia. Suas tarefas incluíram o desenvolvimento de lasers para separação isotópica e fotoquímica utilizando interações não lineares em líquidos a baixa temperatura e técnicas de bombeio óptico. Também realizou investigações em modulação electro-óptica laser para comunicações entre satélites, a construção de detectores infravermelhos ultrarrápidos, dispositivos de observação atmosférica sensíveis ao ultravioleta e os fundamentos científicos das artes marciais.

## Organizações
McNair pertencia às seguintes organizações: membro da Associação Americana para o Avanço da Ciência, a Associação Óptica Americana, a Sociedade de Física Americana (APS), o Comitê de Minoridades em Física da APS, a Escuela de Ciências da Carolina do Norte e a Junta de Administradores de Matemáticas, o Comitê Visitante da Corporação do MIT, Omega Psi Phi, y também foi um perito convidado para dar aulas em Física na Universidade do Sul do Texas.

## Distinções
Graduado na North Carolina A&T State University em 1971; foi nomeado presidente universitário para 1967-1971, companheiro da Fundação Ford (1971-1974), companheiro da Fundação Nacional de Companheirismo (1974-1975), companheiro da OTAN (1975); ganhador do Prêmio Psi Phi ao Estudante do Ano em 1975, Reconhecimento ao Serviço do Sistema da Escola Pública em 1979, Prêmio de Alumni Distinguido em 1979, Prêmio ao Cientista da Sociedade Nacional de Engenheiros Profissionais Afroamericanos em 1979, Premio Amigo da Libertade em 1981, Quem é Quem entre os Afroamericanos em 1980, Medalha de Ouro de Karatê AAU em 1976, também ganhou cinco Campeonatos Regionais de Faixa Preta de Karatê e numerosas aclamações e sucessos.

## Experiência na NASA
Em janeiro de 1978 Ronald McNair foi selecionado pela NASA como candidato a astronauta e em agosto de 1979 completou um ano de treinamento e avaliação. Desta maneira passou a estar disponível como especialista da missão para qualquer missão futura do ônibus espacial.
Seu primeiro voo foi na missão STS 41-B a bordo do Challenger. O lançamento foi em 3 de fevereiro de 1984 no Centro Espacial Kennedy, Flórida. Além de McNair como especialista de missão, a tripulação estava integrada pelo comandante Vance Brand, o piloto Robert Gibson e seus companheiros especialistas de missão: Bruce McCandless II e Robert Stewart.
A missão aproveitou o lançamento de dois satélites de comunicações Hughes 376 além da avaliação de sensores do encontro orbital e programas de computador. A missão foi também a primeira em utilizar a Unidades de Voo Manobráveis e o braço Canadense (operado por McNair) para a localização de um tripulante em actividade extraveicular (EVA) na proximidade da baía de carga do Challenger.
Se pôs em órbita o satélite alemão SPAS-OI, se levaram a cabo experimentos de separação química, filmagem em câmeras Cinema 360 e numerosos experimentos os quais estiveram a cargo de Ronald McNair. O Challenger culminou a missão na primeira aterrissagem na pista do Centro Espacial Kennedy em 11 de fevereiro de 1984.
Ronald McNair completou um total de 191 horas de voo espacial.

## Morte

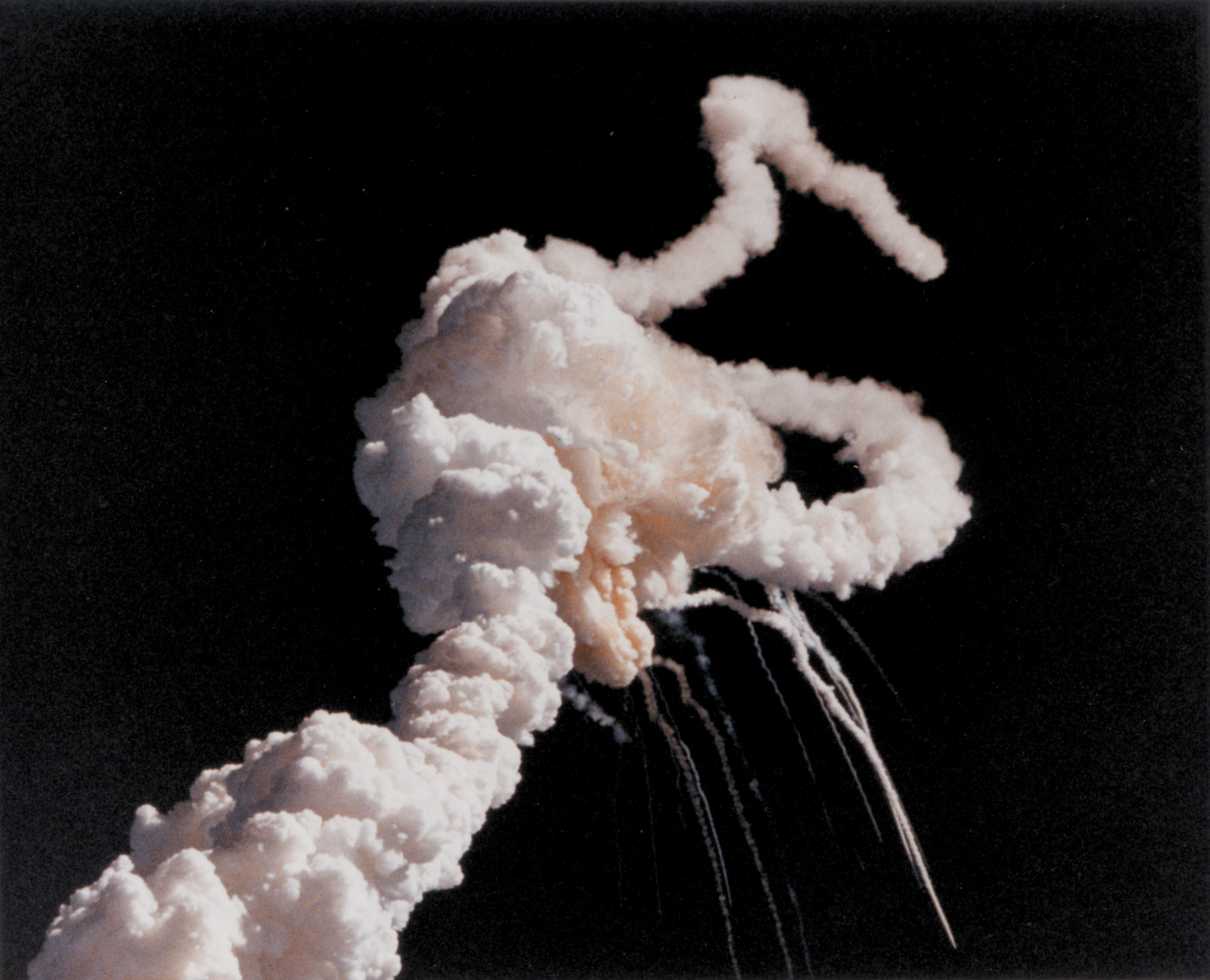
A Challenger explode no ar.

McNair foi designado como especialista para a missão STS 51-L do Challenger que decolou do Centro Espacial Kennedy, Flórida às 11:38:00 EST (16:38:00 UTC) em 28 de janeiro de 1986. A tripulação do Challenger estava integrada da seguinte maneira: o comandante Francis Scobee, o Piloto Michael Smith e os especialistas de missão: a Dr. Judith Resnik, e Ellison Onizuka; o especialista de carga Gregory Jarvis e a especialista de carga civil Christa McAuliffe. Os 7 tripulantes faleceram instantaneamente, aos 73 segundos do lançamento do Challenger, devido a uma infiltração de gases provenientes de um anel defeituoso do foguete de propulsão sólido direito. Isto provocou uma explosão que desintegrou a nave imersa em uma bola de fogo.
O módulo da cabina sobreviveu intacto e se desprendeu da explosão, para cair no mar durante 2 minutos e meio, desde uma altura de 15.240 metros.
A NASA havia estimado as probabilidades de um acidente catastrófico durante o lançamento (o momento mais perigoso do voo espacial) em uma proporção de 1:438.
Este acidente, o mais impactante da exploração espacial, prejudicou seriamente a reputação da NASA como agência espacial e a proposta da participação de civis, promulgada por Ronald Reagan e concretizada com a professora Christa McCauliffe, jogou por terra todas as estruturas administrativas e de seguridade. A NASA suspendeu temporariamente seus voos espaciais, até setembro de 1988.
McNair era saxofonista, havia trabalhado com o compositor Jean Michel Jarre antes da trágica missão, em uma peça musical chamada "Rendez-vous VI". Estava planejado que McNair iria gravar no espaço um solo de saxofone, convertendo-se na primeira peça musical gravada no espaço. Depois do desastre, a peça foi renomeada para "Ron's Piece", em sua homenagem.
Ronald McNair era casado com Cheryl Moore, com quem tinha dois filhos.